# پانگواتس (آلکساندروواتس)
پانگواتس (به صربی: Panjevac) یک منطقهٔ مسکونی در صربستان است که در الکساندراواک واقع شده‌است. پانگواتس ۲۹۲ نفر جمعیت دارد.